# Czuchów (województwo mazowieckie)
Czuchów – wieś sołecka w Polsce położona w województwie mazowieckim, w powiecie łosickim, w gminie Platerów.
| SIMC    | Nazwa   | Rodzaj  |
| ------- | ------- | ------- |
| 0017383 | Marynki | kolonia |

W latach 1975–1998 miejscowość administracyjnie należała do województwa bialskopodlaskiego.